# Posto de turismo de Nuuk

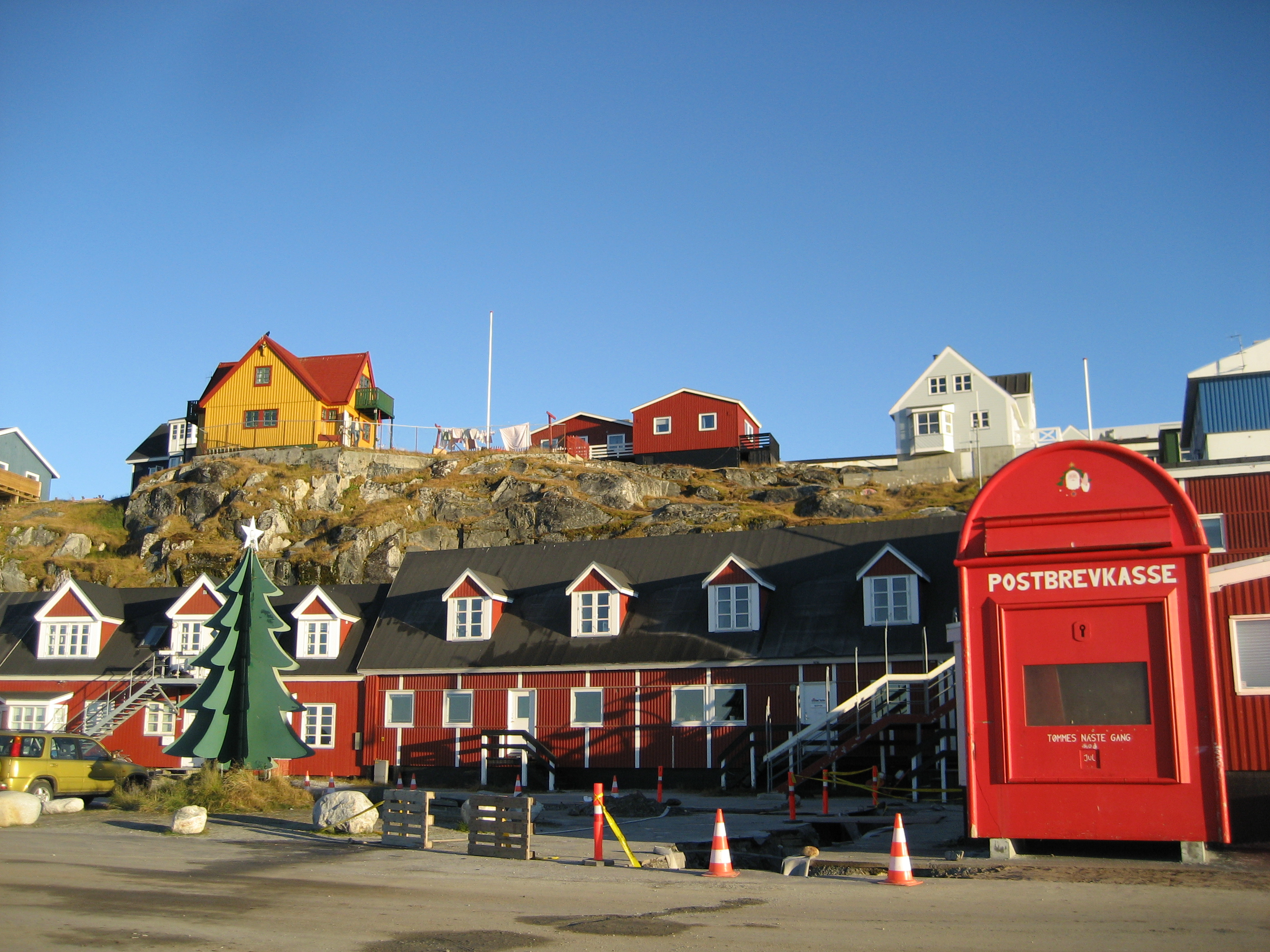
O posto de turismo de Nuuk, na parte esquerda da imagem vê-se a tal árvore de natal falsa e na parte direita vê-se a caixa grande de postal.

O posto de turismo de Nuuk é um marco em Nuuk, a capital da Gronelândia. Foi construído em 1992 para abrigar a sede do Conselho Nacional de Turismo da Gronelândia. Foi construído não apenas para fornecer informação a turistas, como para atraí-los, com uma árvore de natal falsa e uma caixa grande de postal.